# Lisbeth Munch-Petersen
Elisabeth "Lisbeth" Accheleie Bruhn, gift Munch-Petersen (født 16. november 1909 i Rønne, død 14. december 1997 i Gudhjem) var en dansk keramiker.
Munch-Petersen var datter af keramiker Hans Adolph Hjorth (1878–1966) og maler Johanne Marie Tvede Bruhn (1877–1955). Hun blev student fra Rønne Statsskole i 1928 og blev uddannet fra Kunstindustrimuseets Håndværkerskole i 1930. I 1933 etablerede hun sammen med søsteren Gertrud et værksted i Gudhjem. I 1936 brød søstrene samarbejdet, og Lisbeth Munch-Petersen etablerede eget værksted. Fra 1939 til 1940 arbejdede hun på stentøjsfabrikken Saxbo i København. Senere samarbejdede hun med Bing & Grøndahl.
Fra 1960 arbejdede hun særligt med udsmykning; i perioden 1963-1970 blev det blandt andet til to store opgaver for henholdsvis Borremose Ungdomsskole i Aars og til Den danske Idrætshal i Flensborg. Begge var opgaver, som hun udførte på opdrag af Statens Kunstfond.
Lisbeth Munch-Petersens største inspirationskilde var naturen, hvilket tydeligt ses i hendes keramik. Hun var i sin samtid med til at sikre kontinuiteten og traditionen indenfor dansk keramik. Hendes værker er blandt andet udstillet på Bornholms Kunstmuseum, Trapholt og Danmarks Keramikmuseum. I 1986 modtog hun Thorvald Bindesbøll Medaljen.
Munch-Petersen var gift to gange; første gang i 1936 med forfatteren Gustaf Munch-Petersen (1912–1938) og anden gang i 1947 med maleren Paul Høm (1905–1994). Hun fik i alt fem børn: Mette (f. 1936), Ursula (f. 1937), Julie (f. 1944), Henrik (f. 1947) og Anders (f. 1948).
Lisbeth Munch-Petersen er begravet på Gudhjem ældre Kirkegård.